# 21563 Четжерве
21563 Четжерве (21563 Chetgervais) — астероїд головного поясу, відкритий 19 серпня 1998 року.
Тіссеранів параметр щодо Юпітера — 3,300.